# Ryszard Zbrzyzny
Ryszard Zbrzyzny (Lubawka; 4 de Maio de 1955 — ) é um político da Polónia. Ele foi eleito para a Sejm em 25 de Setembro de 2005 com 9644 votos em 1 no distrito de Legnica, candidato pelas listas do partido Sojusz Lewicy Demokratycznej.
Ele também foi membro da Sejm 1993-1997, Sejm 1997-2001, and Sejm 2001-2005.